# Rautahat
Rautahat (nep. रौतहट) – gaun wikas samiti we wschodniej części Nepalu w strefie Sagarmatha w dystrykcie Saptari. Według nepalskiego spisu powszechnego z 2001 roku liczył on 520 gospodarstw domowych i 2364 mieszkańców (1163 kobiet i 1201 mężczyzn).